# ممتاز شکوه
شاهپور ممتاز شکوه (۱۶ اوت ۱۶۴۳ تا ۶ دسامبر ۱۶۴۷) که با نام ممتاز شکوه نیز شناخته می‌شود، سومین پسر ولی‌عهد گورگانی هند، داراشکوه و همسرش نادره بانو بیگم بود.